# 玛丽瓦尔
瑪麗瓦爾是加拿大的一個村鎮，位於卡佩勒河的克魯克特湖東側。過去為科韋塞斯第一民族的放牧地，1880年劃為該族的保留區，部分族人在此地定居。羅馬天主教教會將此地稱呼為「克魯克特湖教區」，1908年當地正式設立郵局，地名為瑪麗瓦爾。今屬73號保留地一部分。

## 歷史
最早在1876年開始有傳教士在卡佩勒河谷一帶傳教，1885年傳教士阿加皮特·佩吉在當地建立木製禮拜堂和日間學校，並常駐兩年。此地也經常有來自勒布雷特的傳教士來訪。1889年克魯克特湖的東側新建了一座教堂。1897年聖母聖心教堂建成，和建造中的瑪麗瓦爾印第安寄宿學校比鄰。聖母聖心教堂在1987年登記為埃爾卡波的鄉村自治區文化遺產。來自里昂的傳道聖母會四名修女1898年進駐教堂，並負責寄宿學校的教學直到1900年。之後魁北克的聖亞辛特的聖約瑟夫修女會的四名女修女接手了教堂和教學工作，無玷聖母獻主會負責管理教區直到1971年，而該教區由天主教里賈納總教區管轄。1969年加拿大政府接管寄宿學校工作，1987年科韋塞斯第一民族接管寄宿學校營運。
2021年6月科韋塞斯第一民族和薩斯喀徹溫省理工學院對墓地約44000平方米的區域進行搜索。6月24日科韋塞斯第一民族在網絡上舉行發佈會，表示在寄宿學校的墓地發現751個無名墳墓，每個墳墓可能有不止一具遺骸。

## 人口
瑪麗瓦爾是73號保留地科韋塞斯唯一的居民點，保留地面積421.1平方公里，而瑪麗瓦爾佔其中117.88平方公里，瑪麗瓦爾人口中，275人是男性，265人是女性。只有15人母語為克里語，其他均為英文。地區的民族比例如下：
| 民族（2016年普查） | 人數 | 比例  |
| ------------------ | ---- | ----- |
| 第一民族           | 520  | 96.3% |
| 梅蒂人             | 10   | 1.85% |
| 拉丁美洲人         | 10   | 1.85% |
| 資料來源：         |      |       |